# Marpissa carinata
Marpissa carinata là một loài nhện trong họ Salticidae.
Loài này thuộc chi Marpissa. Marpissa carinata được Butt & Beg miêu tả năm 2000.